# Rio Barcău (Leveleş)
O Rio Barcău é um rio da Romênia afluente do Rio Leveleş, localizado no distrito de Bihor e Arad.